# 路易吉·达拉皮科拉
路易吉·达拉皮科拉（義大利語：Luigi Dallapiccola，1904年2月3日—1975年2月19日），意大利作曲家。

## 生平
达拉皮科拉生于今克罗地亚境内的帕津，当时该地属奥匈帝国，1918年划归意大利。他们一家因为政治原因，被迁往格拉茨，达拉皮科拉在该地开始不时到剧院欣赏歌剧，这使他坚定了成为作曲家的决心。后来他在佛罗伦萨学习钢琴和作曲，并任教于当地。墨索里尼上台后，他曾经对其表示支持，但他后来逐渐成为法西斯主义的坚定反对者。这使他在意大利的生活处处受限。二战后他常常前往美国。1968年，他的歌剧《尤利西斯》上演之后，达拉皮科拉的音乐创作变得相当稀少，晚年更专注于文字创作。

## 音乐
达拉皮科拉常以意大利最重要（可能是第一个）的十二音技法作曲家著称。他确实曾深受第二维也纳乐派的影响，但是他的音乐风格包含了来自多种不同方面的因素，包括新古典主义。他于20世纪40年代开始采用序列主义，但是他的音乐中自始至终包含着调性与抒情的性格。达拉皮科拉对意大利的音乐传统，包括歌剧都有很深刻的理解，并且体现在他自己的作品中。他的很多著名作品都有强烈的政治色彩，例如歌剧《囚徒》等。他的著名作品还有根据圣埃克苏佩里小说改编的歌剧《夜航》、新古典主义作品《塔蒂尼风格曲》（两部）等。